# Halo (песма)
Halo је песма ритам и блуз певачице Бијонсе Ноулс издата у јануару 2009. као четврти сингл са њеног трећег соло албума I Am... Sasha Fierce. Композитори су Рајан Тедер, Евен Богарт и Бијонсе.
Сматра се да је упућена поп икони Мајклу Џексону због његове преране смрти и заједно са певачем групе Coldplay, Крисом Мартином је посветила ову песму жртвама земљотреса на Хаитију.

## Награде и номинације
На MTV Europe Music Awards,2009. песма је освојила награду у категорији најбоља песма године. На 52. додели Греми награде зарадила је номинацију песме године и донела је Бијонсе награду најбољу женску поп извођачицу.

## Издања
| Australian Physical Disc 1. „Halo (Main Version)“ 2. „Single Ladies (Put a Ring on It) (Redtop Radio Edit)“ Radio Promo CD single 1. „Halo (Main Version)“ 2. „Halo (Radio Edit)“ 3. „Halo (Instrumental)“ UK Physical Disc 1. „Halo (Original Edit)“ 2. „Halo (Dave Audé Edit)“ US Physical Disc 1. „Halo (Radio Edit)“ - 3:44 2. „Halo (Dave Audé Club Mix)“ - 8:54 3. „Halo (Gomi Club Remix)“ - 8:57 4. „Halo (Karmatronic Club Remix)“ - 7:13 5. „Halo (Lost Daze Club Remix)“ - 8:02 | UK Digital Release 1. „Halo (Olli Collins & Fred Portelli Remix)“ — 6:58 2. „Halo (The New Devices Remix)“ — 5:38 3. „Halo (My Digital Enemy Remix)“ — 6:33 4. „Halo (Original Edit)“ — 4.12 German Premium Single 1. „Halo (Album Version)“ 2. „Diva (Album Version)“ 3. „Halo (Dave Audé Edit)“ 4. „Halo (Data track - video)“ German Basic Single 1. „Halo (Album Version)“ 2. „Diva (Album Version)“ |